# 司马仲粲
司马仲粲（？—？），河内郡温县（今河南省焦作市温县）人，出自三祖司马氏琅琊房，东魏官员。

## 生平
司马仲粲官至司州别驾，与司州中从事陆士佩一起被高澄殴打，高澄将两人下狱将要将他们饿死，崔暹给送上食物和药品，在高澄面前为两人说好话将他们释放。后来司马仲粲在武定年间官至尚书左丞。

## 家庭

### 祖父
- 司马金龙，北魏镇西大将军、吏部尚书、琅邪康王

### 父母
- 司马纂，北魏河内邑中正

### 兄弟姐妹
- 司马澄，北魏给事中
- 司马氏，嫁北魏安西将军、秦州刺史、城安贞惠侯元谭